# حيوان عسكري

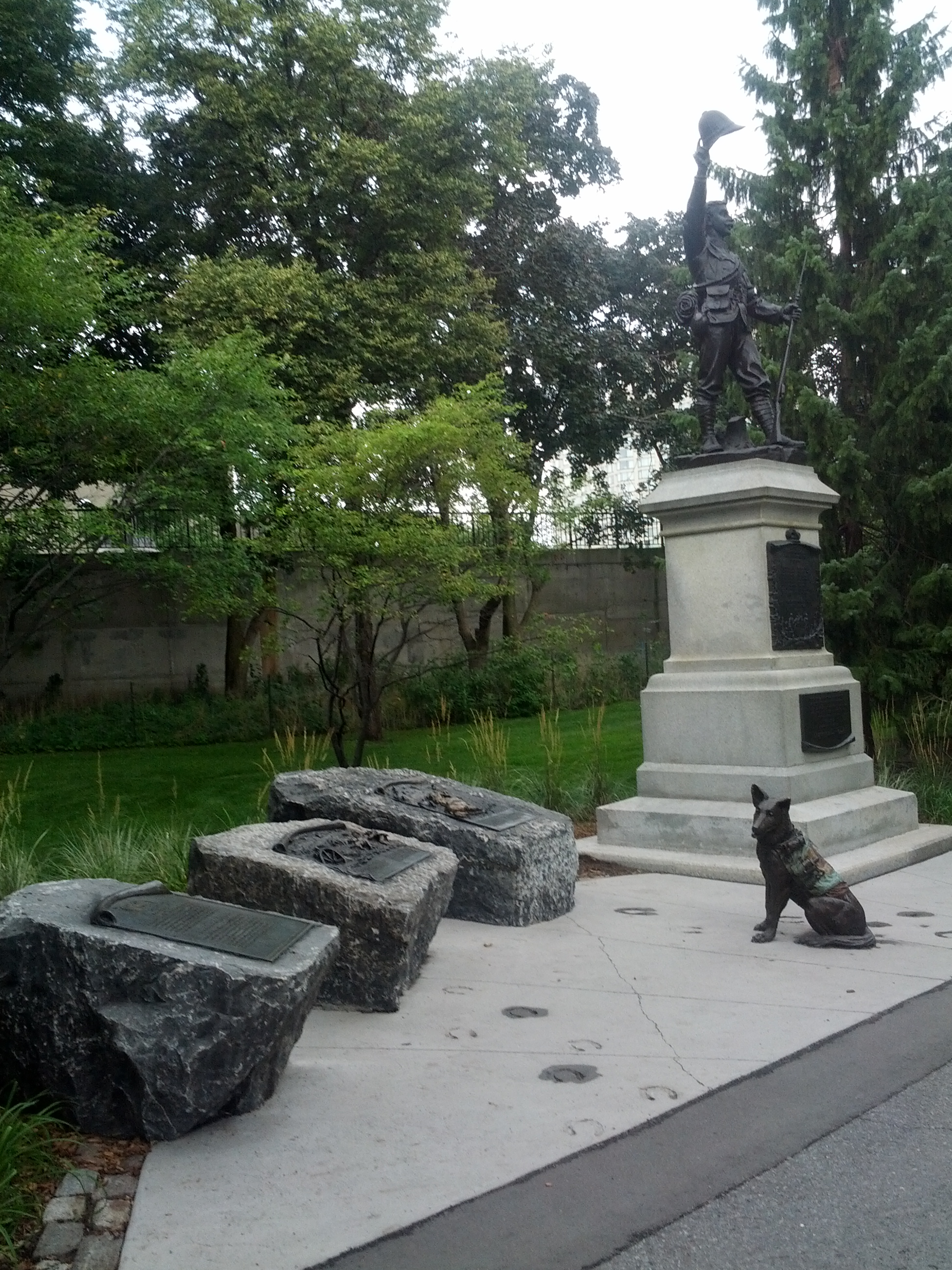
نصب تذكاري لحيوانات عسكرية في أوتاوا.

الحيوانات العسكرية، هي مخلوقات غير بشرية تستخدم في الحروب وأنشطة قتالية أخرى ذات صلة. تخدم هذه الحيوانات العسكرية في وظائف مختلفة. من أنواع الحيوانات المستخدمة في القطاع العسكري الكلاب والخنازير والجمال والثيران والخيول وغيرها من الحيوانات المستأنسة، وتستخدم أحياناً للنقل والكشف عن القنابل. كما تستخدم الفيلة والحمام والجرذان في زمن الحروب ودخس وأسد البحر كذلك.

## للنقل وجر العربات

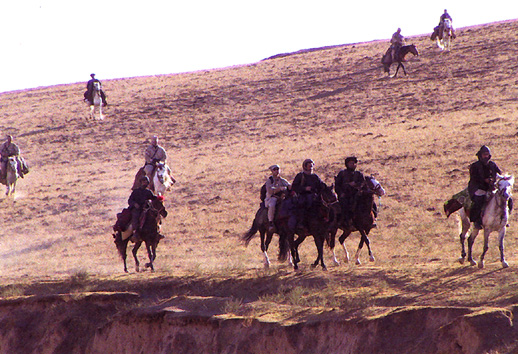
صورة نشرت في 12 تشرين الثاني (نوفمبر) تظهر "أول تهمة لسلاح الفرسان الأمريكي في القرن 21" في صراعه مع الجبهة الإسلامية لإنقاذ أفغانستان في معركة مزار الشريف.

- كان الحصان أكثر الحيوانات استخداماً في الحروب على مدار التاريخ. فقد استخدم قديماً لسحب العجلات الحربية وحمل قوات المناوشة المدرعة الحفيفة. ومع ازدياد أحجام وأوزان المعدات الحربية واختراع الركاب، أصبح سلاح الفرسان محمولاً على الخيول، وقد اعتبر الذراع العسكرية المرموقة في أوروبا لعدة قرون. هذا وكانت خيول الفرسان تدرّب على العض والركل. وقد كان المحاربون المحمولون على ظهور الخيول والمزودون بالأقواس من أقوى العسكريين في تاريخ آسيا. ومع ظهور الأسلحة الحديثة وتطور المركبات الآلية، انخفض استخدام الحصان في الأغراض العسكرية، ومع ذلك لا تزال الخيول والبغال مستخدمة على نطاق واسع خاصة في المناطق الوعرة.
- على الرغم من أن الفيل يعتبر حيواناً غير مستأنس، إن أنه يمكن تدريبها لتخدم في النقل وجر الأحمال الثقيلة. يعود استخدام الفيل لأغراض عسكرية لعام 1100 قبل الميلاد، حيث استخدم حنبعل مجموعة من الفيلة خلال الحرب البونيقية الثانية. كما استخدمها أبرهة الأشرم عندما أراد هدم الكعبة، في السنة التي ولد فيها النبي محمد والتي عرفت بعام الفيل. استخدم اليابانيون الفيلة في الحرب العالمية الثانية ضد قوات الحلفاء (الحرب العالمية الثانية). يمكن للفيلة إنجاز أعمال الآلات في الأماكن التي لا يمكن أن تخترقها المركبات.[5]
- شهد الجمل عدة استخدامات في المناطق القاحلة. فهي أفضل من الخيول لاجتياز الصحارى الرمية، وتتطلب كميات أقل من المياه. استخدمت الإبل في الحربين العالميتين. كما استخدمها الجيش الهندي وقوة أمن الحدود للقيام بدوريات في المناطق الصحراوية في راجستان.
- استخدمت البغال من قبل القوات البرية للولايات المتحدة أثناء الحرب العالمية الثانية لنقل الإمدادات والمعدات عبر الأراضي الوعرة. هذه الحيوانات صبورة وحذرة بالفطرة وتستطيع حمل الأحمال الثقيلة (أي حمولة سيارة جيب، حتى في الأماكن التي لا يمكن للخيول الوصول لها. استخدمت البغال في شمال أفريقيا ومملكة إيطاليا وفي بورما. تستخدم لنقل الإمدادات في المناطق الجبلية.
- استخدم ثور (حيوان) على نطاق واسع في الحروب، خاصة لنقل المدفعيات الثقيلة وفي الحصارات في المناطق ذات التضاريس الصعبة.
- في السويد والاتحاد السوفيتي، حاولوا الاستفادة من الموظ في المناطق الثلجية. لكن وجد أن الموظ غير ملائمة للحروب بسبب سهولة انتقال الأمراض إليها ومن الصعب إطعامها، وهي تفر من ساحة المعركة. لكن السوفييت دربوها لاحقاً لكن لم يتمكنوا من الاستفادة بسبب الحرب العالمية وحرب الشتاء.[6]

## استخدام الحيوانات كوسائل اتصالات
استخدم الحمام الزاجل في العصور الوسطى لنقل الرسائل. كما استخدمت لنفس الغرض أثناء الحرب العالمية الأولى والحرب العالمية الثانية. وقد أجريت تجارب أثناء الحرب الثانية لاستخدام الحمام في توجيه الصواريخ. فقد وضعت الحمامة داخل الصاروخ بحيث تتمكن من الرؤية من خلال نافذة. ودربت لتنقر المتحكمات عن يمينها وشمالها حسب موقع الهدف.

## رفع المعنويات
ثمة تقاليد قديمة تستخدم فيها تمائم عسكرية على شكل حيوانات مرتبطة بالوحدات العسكرية، وتكون على شكل شعارات ومشاركة في الاحتفالات.

## وظائف أخرى
في بدايات عهد الحرب الباردة، أجربت الأبحاث حول استخدام العديد من أنواع الثدييات البحرية لأغراض عسكرية. في برنامج الأسطول البحري الأمريكي للثدييات، استخدمت الدلافين وأسد البحر لأداء مهام عسكرية تحت الماء وإزالة الألغام والإنعاش.
أما على البر، فقد استخدمت الفئرات الغامبية العملاقة في اختبارات الكشف عن الألغام بنجاح، إذ تمتلك هذه الحيوانات حاسة شم قوية في تحديد المتفجرات وساهم صغر حجمها في منع التسبب في انفجار الألغام.
استخدمت البحرية الملكية البريطانية القطط للسيطرة على الهوام في السفن.

## استخدامات مزعومة للحيوانات في الحروب
خلال الاحتلال البريطاني لمحافظة البصرة، نشر السكان المحليين إشاعات حول استخدام غرير العسل، إلا أن القوات البريطانية نفت هذه الادعاءات بشدة. تلقى هذا الحدث تغطية في الصحافة الغربية خلال عام 2007.

## روابط خارجية
- قطط في الخدمة البحرية
- كلاب في الحروب
- حيوانات أخرى في الخدمة العسكرية نسخة محفوظة 21 نوفمبر 2008 على موقع واي باك مشين.